# Mufló de Dall
El mufló de Dall (Ovis dalli) és una espècie de mamífer artiodàctil de la família dels bòvids. És un mufló salvatge propi de Nord-amèrica; en especial, viu als hàbitats de les muntanyes Rocoses, entre la Colúmbia Britànica i Alaska. Té un pelatge blanc característic.

## Taxonomia
Se'n reconeixen dues subespècies.
- Ovis dalli dalli
- Ovis dalli stonei